# Jesús Iglesias
Jesús Ricardo Iglesias (Pergamino, 22 febbraio 1922 – Pergamino, 11 luglio 2005) è stato un pilota automobilistico argentino.
Partecipò in Formula 1 al solo Gran Premio d'Argentina 1955 a bordo di una Gordini, ma si ritirò per problemi di trasmissione. Nel 1956 si classificò secondo alla 500 Miglia di Rafaelo.

## Carriera
Iglesias cominciò la sua carriera disputando gare di durata locali a bordo di una Chevrolet, fin a quando venne invitato dalla Simca Gordini a partecipare al Gran Premio d'Argentina 1955 di Formula 1. La sua gara terminò comunque con un ritiro. Due settimane dopo prese parte alla gara inaugurale del nuovo circuito di Buenos Aires, terminando al sedicesimo posto.
In seguito prese parte solamente a gare di durata locali, ottenendo il suo miglior risultato alla 500 Miglia di Rafaelo. Tra le sue partecipazioni si conta anche quella a una gara extra-campionato di Formula 1 in Argentina, conclusa alla prima curva con un incidente con Stirling Moss.
Una delle sue ultime partecipazioni fu alla 1000 km di Buenos Aires nel 1960, dopodiché abbandonerà il mondo delle corse.

## Risultati in Formula 1
| 1955 | Scuderia       | Vettura     |     |  |  |  |  |  |  |  |  | Punti | Pos. |
| ---- | -------------- | ----------- | --- |  |  |  |  |  |  |  |  | ----- | ---- |
| 1955 | Equipe Gordini | Gordini T16 | Rit |  |  |  |  |  |  |  |  | 0     |      |

| Legenda | 1º posto     | 2º posto | 3º posto    | A punti         | Senza punti/Non class.  | Grassetto – Pole position Corsivo – Giro più veloce |
| Legenda | Squalificato | Ritirato | Non partito | Non qualificato | Solo prove/Terzo pilota | Grassetto – Pole position Corsivo – Giro più veloce |